# Francisco Claver
Pour les articles homonymes, voir Claver.
Francisco F. Claver (familièrement appelé Cisco), né le 20 janvier 1929 à Bontoc (Philippines) et décédé le 1er juillet 2010 à Quezon City (Philippines) est un prêtre jésuite philippin, évêque d’abord à Malaybalay (1969 à 1984) et ensuite vicaire apostolique de Bontoc-Lagawe (1995 à 2004).

## Biographie
D’origine Igorot, Francisco Claver entre au noviciat des jésuites le 30 mai 1948. Il termine ses études par la théologie au collège Woodstock (de), aux États-Unis, puis il est ordonné prêtre le 18 juin 1961, premier prêtre issu du peuple Igorot.
Il poursuit des études d’anthropologie à l’Ateneo de Manille ; il obtient ensuite un doctorat en anthropologie de l’université du Colorado (États-Unis).

## Évêque de Malaybalay
En 1969, à l’âge de 40 ans, il est nommé prélat de Malaybalay, une mission jésuite et diocèse nouvellement créé au centre de l’île méridionale de Mindanao. Il est consacré le 22 août 1969, avec le titre d'évêque titulaire de Nationa (de). C'est le 15 novembre 1982 qu'il est nommé évêque de Malaybalay. Il y reste jusqu’à sa démission le 14 septembre 1984. 
Lorsque le nombre de ses prêtres dans son diocèse de Malaybalay dépasse celui des missionnaires jésuites, en 1984, il présente sa démission. Il reste actif dans le domaine social et pastoral, en particulier auprès de l’institut Église et société fondé à l’université jésuite de Manille. 
En 1986 la conférence épiscopale publie un texte critiquant durement le président Marcos et sa gestion du pays. Ce document, qui met en branle le mouvement People’s power Revolution et obtient la chute du dictateur, est en fait écrit dans ses grandes lignes par Francisco Claver, alors président de la commission Justice et paix de la conférence épiscopale.

## Au vicariat apostolique de Bontoc
En 1992 un nouveau vicariat apostolique est créé dans son pays natal, au centre de l’île de Luçon, une région montagneuse et peu développée. Il est nommé vicaire apostolique de Bontoc-Lagawe (en) le 2 novembre 1995. Il y reste pendant 9 ans, de 1995 à 2004, prenant sa retraite à l’âge de 75 ans le 15 avril 2004.
Il prend alors résidence au séminaire de San José, à Quezon City (Manille) où il meurt d’une embolie pulmonaire le 1er juillet 2010. Plus de 50 évêques - presque l’entièreté de la conférence épiscopale des Philippines - participe à ses funérailles le 7 juillet 2010.

## Écrits
- (en) Francisco Claver, « The Church in Asia: Twenty Years After Vatican II », East Asian Pastoral Review, vol. 22, no 4,‎ 1985, p. 316-323.
- (en) Francisco Claver, « The Basic Christian Communities in the Wider Context », East Asian Pastoral Review, vol. 23, no 3,‎ 1986, p. 362-368.